# Percnodaimon merula
Genre
Espèce
Percnodaimon merula est une espèce de lépidoptères (papillons) endémique de Nouvelle-Zélande. Elle est l'unique représentante du genre monotypique Percnodaimon, dans la famille des Nymphalidae et la sous-famille des Satyrinae. 

## Noms vernaculaires
L'espèce est appelée black mountain ringlet en anglais, et pepe pourri en langue locale.

## Description
L'imago de Percnodaimon merula est un papillon de taille moyenne, de couleur brun très foncé, avec plusieurs ocelles noirs pupillés de blanc près de l'apex des ailes antérieures.
La couleur de la chenille varie du bleu-gris terne au beige.

## Biologie
La seule plante hôte larvaire connue est Poa colensoi, mais il est possible que d'autres Poaceae soit consommées.
L'imago vole de mi-novembre à mi-mai.

## Distribution et biotopes
Percnodaimon merula est endémique de Nouvelle-Zélande. On le trouve en montagne, entre 800 et 2000 mètres d'altitude.

## Systématique
L'espèce actuellement appelée Percnodaimon merula a été décrite en 1875 par le naturaliste britannique William Chapman Hewitson, sous le nom initial d'Erebia merula.
Elle est l'espèce type et l'unique représentante de son genre actuel Percnodaimon, qui a été décrit par Arthur Gardiner Butler en 1876,.

### Synonymie
D'après FUNET Tree of Life (1 janvier 2021) :
- Erebia merula Hewitson, 1875
- Erebia pluto Fereday, 1872 — invalide (nom preoccupé par Erebia pluto de Prunner, 1798)
- Percnodaimon pluto Butler, 1876
- Oreina (?) othello Fereday, 1876